# 歴史ドラマ
歴史ドラマ（英語: historical drama）は、歴史劇（period drama）やコスチュームドラマ（costume drama）、時代物（period piece）とも呼ばれ、過去の時代を舞台にしたドラマ作品を意味し、通常、映画やテレビドラマに対して使われる。
歴史フィクションの一種とも言える歴史ドラマには、歴史ロマンスや冒険映画、剣戟映画などが含まれる。時代物は、中世のような漠然とした一般的な時代を舞台にする場合と、「狂騒の20年代」のような特定の時代、あるいは近しい過去を舞台にする場合がある。

## 学問的な見解
1950年代に北米映画界を席巻した西部劇やソード&サンダル映画のように、時代によって異なるサブジャンルが人気を博している。「コスチュームドラマ」は、歴史ドラマの1ジャンルとして分類されることが多い。初期の批評家たちは、コスチュームドラマを「壮麗な環境の中で巻き起こるロマンスや人間関係に焦点を当てた映画」と定義し、より深刻なテーマを持つ他の歴史ドラマと対比させていた。また、コスチュームドラマを擁護し、コスチュームドラマが女性向けのジャンルであるために蔑視されていると主張する批評家もいる。
一方で、歴史ドラマは、存在しなかった想像上の過去を美化する、保守的なジャンルだとも言われている。

## 歴史的な正確性

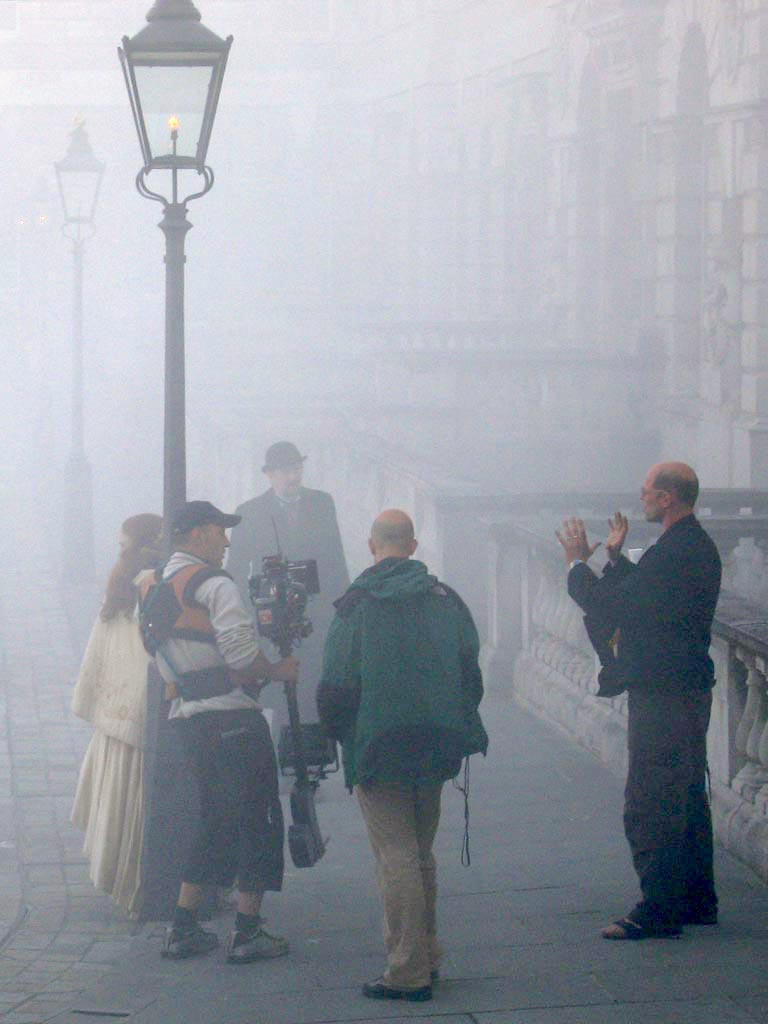
2004年、ロンドンを舞台にした19世紀の映画シーンの撮影。

歴史ドラマには、
- シェイクスピアの歴史劇（英語版）[3]
- 『アポロ13』
- 『ブレイブハート』
- 『チェルノブイリ』
- 『スターリングラード』
- 『レ・ミゼラブル』
- 『タイタニック』

など、実際の人物や歴史的事件に基づいているが、ほとんどがフィクション的な内容で構成されている物語も含まれる。
作品には、該当する時代の実在の人物や出来事への言及が含まれていたり、事実上正確な時代の表現が含まれていたりする場合もある。
一方で、特定の歴史的な出来事や人物を正確に描くことに重点を置いた作品は、『ザ・レポート』などのように、ドキュメンタリードラマと呼ばれることもある。また、ある人物の人生がストーリーの中心となるような作品は伝記ドラマと呼ばれ、代表的な作品として
- 『アレキサンダー』[5]
- 『シンデレラマン』
- 『フリーダ』
- 『サダム 野望の帝国（英語版）』
- 『リンカーン』
- 『独裁/スターリン』
- 『ブッシュ』

などが挙げられる。